# Col chirurgical de l'humérus
Le col chirurgical de l'humérus est le segment de l'humérus situé à la jonction de la diaphyse et de l'épiphyse supérieure.
Il est situé sous les tubercules majeur et mineur de l'humérus, et au-dessus de la tubérosité deltoïdienne.

## Aspect clinique
Le col chirurgical est beaucoup plus fréquemment fracturé que le col anatomique de l'humérus.

## Galerie

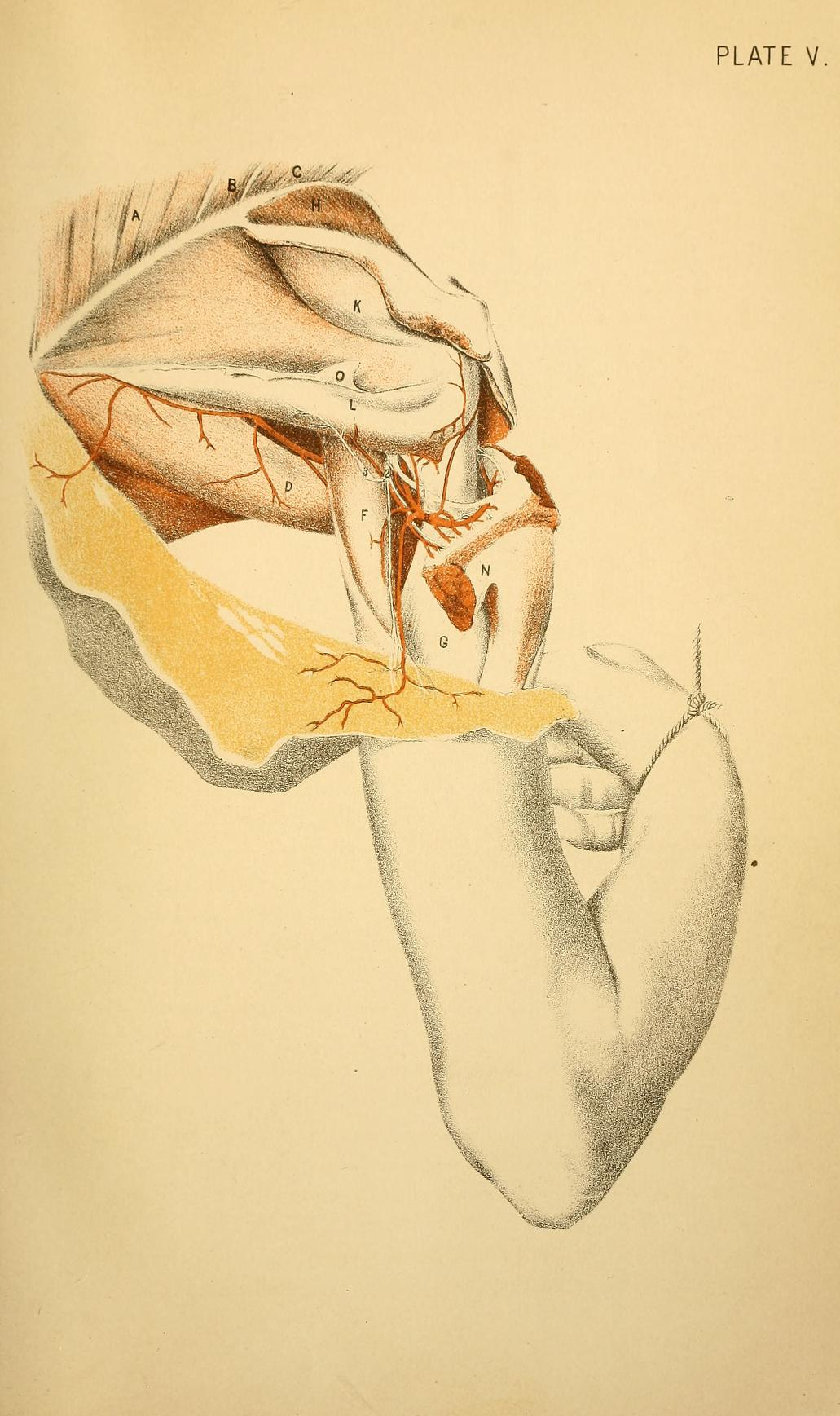
Vue postérieure de l'humérus montrant le nerf axillaire et l'artère humérale circonflexe postérieure au niveau du col chirurgical.